# Леві Стросс
Леві Стросс (англ. Levi Strauss; уроджений як Леб Штраус — нім. Löb Strauß; 26 лютого 1829, Буттенгайм — 26 вересня 1902, Сан-Франциско) — американський промисловець, засновник компанії «Levi Strauss & Co.», винахідник джинсів.

## Біографія
Леб Штраус народився 26 лютого 1829 року в єврейській родині в Буттенгаймі, Баварія. В 1845 році його батько помер від сухот. В 1847 році Леб із матір'ю та двома сестрами емігрував до США. Там він змінив своє ім'я на «більш американське» Лівай (Levi) і замінив у прізвищі німецьке «ß» на подвійне «S». Два його старших брати (Jonas і Louis Löb) переїхали до США кількома роками раніше і вже торгували тканинами в Нью-Йорку.
Леві Стросс почав вивчати торговий бізнес та в 1848 році виїхав до Кентуккі, де працював комівояжером — торгував галантереєю та інструментами.
В 1849 році в Каліфорнії були відкриті родовища золота. Почалася золота лихоманка. На Західне узбережжя США потягнулися тисячі людей.
В 1853 році Стросс привіз товар своїх братів до Сан-Франциско. Весь товар був розкуплений із корабля ще до заходу в порт. Залишилася тільки парусина. Стросс замовив у кравця штани із цієї тканини. Штани миттєво розкупили. Леві і чоловік його сестри Девід Стерн відкрили в Сан-Франциско галантерейний магазин. В 1853 році Стросс заснував фірму «Levi Strauss & Co.». Замість парусини штани почали шити з більш м'якої французької тканини, яку називали «денім» (тобто з міста Нім в Південній Франції, де ця тканина спочатку виготовлялась).
20 травня 1873 року Стросс та емігрант із Російської імперії Джейкоб Девіс отримали патент на штани з металевими заклепками на кишенях. У перший рік Стросс продав 21 000 штанів і курток із мідними заклепками.
Леві Стросс помер 26 вересня 1902 року в Сан-Франциско у 73-річному віці. Він ніколи не був одружений, тому компанія «Levi Strauss & Co.» перейшла в спадок племінникам. Також він залишив спадщину ряду благодійних організацій. На той час спадок Стросса був оцінений у суму близько 6 мільйонів доларів. Похований у містечку Колма в Каліфорнії.

## Вшанування пам'яті
Музей Стросса в місті Буттенгаймі, Німеччина, розташований у будинку, де він народився, датованому 1687 роком. Існує також центр для відвідувачів у всесвітній штаб-квартирі компанії Levi Strauss & Ко в Сан-Франциско, який містить цілий ряд історичних експонатів. Існує також  фонд «Levi Strauss Foundation» заснований у 1897 році у Каліфорнійському університету в Берклі.